# Carestia finlandese del 1866-1868

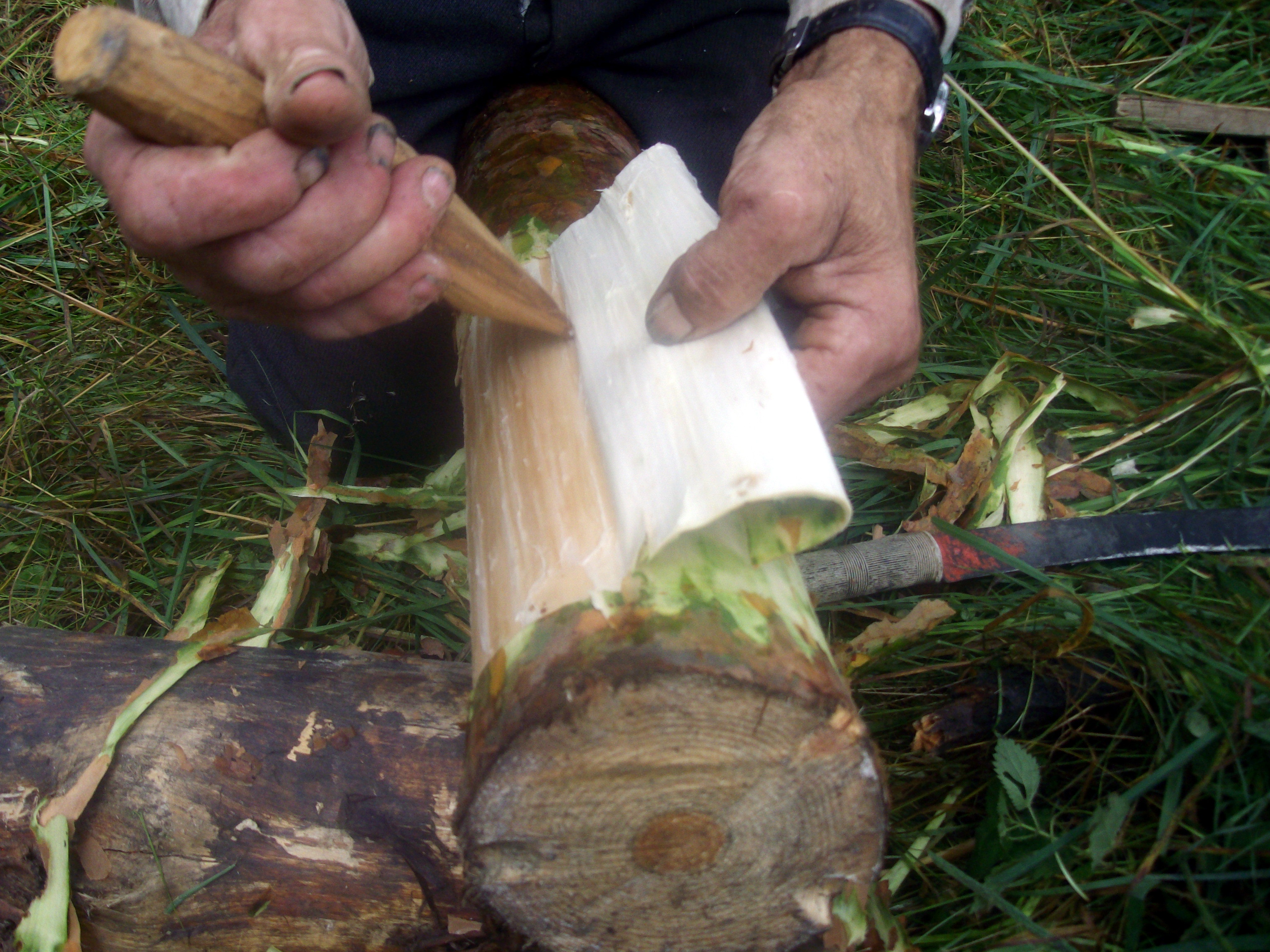
La corteccia di pino è stata utilizzata come cibo durante la carestia in Finlandia, nonché più recentemente durante e dopo la guerra civile del 1918.

La carestia finlandese del 1866-1868 (in finlandese Suuret nälkävuodet) fu l'ultima carestia in Finlandia e l'ultima grande carestia per cause naturali che abbia colpito l'Europa. In Finlandia tale carestia è conosciuta come "gli anni della grande fame", o suuret nälkävuodet. Circa l'8% dell'intera popolazione morì; nelle aree più duramente colpite si arrivò al 20%. La morte mieté 270 000 vittime in tre anni, oltre 150 000 eccedenti la normale mortalità. Le aree più provate del paese, che come Granducato di Finlandia faceva parte dell'Impero russo, furono la Satakunta, lo Häme, l'Ostrobotnia e la Carelia settentrionale.

## Cause
Parti del paese avevano sofferto per raccolti magri negli anni precedenti, in particolare nel 1862. L'estate del 1866 fu estremamente piovosa e i principali raccolti della regione andarono perduti: le patate e altri tuberi marcirono nei campi, e le condizioni per la semina del grano in autunno furono sfavorevoli. Quando le scorte di cibo si esaurirono, in migliaia si ritrovarono per strada a mendicare. L'inverno che seguì fu particolarmente duro e l'estate tardò ad arrivare. Ad Helsinki la temperatura media del maggio 1867 era di +1,8°C, circa 8°C al di sotto di una consolidata media. In molti luoghi laghi e fiumi rimasero ghiacciati fino a giugno. Dopo un meteo promettente a metà estate, delle gelate all'inizio di settembre devastarono i raccolti, che resero meno della metà. Dall'autunno del 1867 le persone cominciarono a morire a migliaia.
Il governo si ritrovò male organizzato per gestire una crisi così vasta. Non aveva a disposizione denaro liquido per importare cibo, e in ogni caso fu lento a rendersi conto della gravità della situazione. Il ministro delle Finanze Johan Vilhelm Snellman, in particolare, non voleva indebolire la valuta di recente introduzione; dei prestiti furono finalmente chiesti alla fine del 1867, ma la crisi era ormai sfuggita di mano e i prezzi del grano erano saliti in tutta Europa. A peggiorare le cose, c'era l'oggettiva difficoltà di trasportare il poco aiuto che fu possibile ottenere in un paese con poche vie di comunicazione. Numerosi progetti d'emergenza di lavori pubblici furono allestiti, tra i quali la costruzione della ferrovia tra Riihimäki e San Pietroburgo.

## Conseguenze
Il clima finlandese ritornò alla normalità nel 1868, anno in cui i raccolti ebbero una resa anche superiore alla media per certi tipi di vegetali, ma malattie contagiose diffuse durante i mesi precedenti continuarono a mietere molte vittime.
Furono quindi varati dei programmi per incrementare la diversificazione dell'agricoltura finlandese, inoltre il rapido migliorare delle comunicazioni e dell'economia industriale permisero di ridurre la probabilità del ripetersi di una carestia di tale portata. Le persone in generale videro la tragedia come un evento voluto da Dio. Pochi si aspettavano che la monarchia al potere riuscisse a fare di più, il risentimento collettivo fu in effetti diretto soprattutto ai funzionari locali. Nessun movimento politico dei lavoratori che potesse avvantaggiarsi politicamente della crisi era ancora stato costituito. La popolazione urbana era comunque piccola e, per le persone di campagna, la priorità più alta era tornare alla vita normale. Così la carestia non costituì una minaccia all'ordine sociale, anche se gettò una lunga ombra sulla memoria della nazione.
A causa della carestia, molti finlandesi emigrarono a Murmansk.